# 安娜·利特
安娜·杰茜卡·利特（英語：Anna Jessica Leat；2001年6月26日—），新西兰女子职业足球运动员，司职守门员，目前效力于阿斯頓維拉女子足球俱樂部和新西兰国家女子足球队。她曾代表新西兰参加2020年和2024年夏季奥林匹克运动会女子足球比赛等多场国际赛事。